# Distretto di Toliara I
Il distretto di Toliara I è un distretto del Madagascar situato nella regione di Atsimo-Andrefana. Ha per capoluogo la città di Toliara.
La popolazione del distretto è di 148 487 abitanti (censimento 2011).